# Erwann Le Péchoux
Erwann Lucien Édouard Le Péchoux (Pertuis, 13 de enero de 1982) es un deportista francés que compite en esgrima, especialista en la modalidad de florete.
Participó en cinco Juegos Olímpicos de Verano, obteniendo dos medallas en la prueba por equipos, plata en Río de Janeiro 2016 (junto con Jérémy Cadot, Enzo Lefort y Jean-Paul Tony Helissey), y oro en Tokio 2020 (con Enzo Lefort, Julien Mertine y Maxime Pauty); además consiguió el quinto lugar en Atenas 2004 (equipos), el séptimo en Pekín 2008 (individual) y el octavo en Londres 2012 (equipos).
Ganó ocho medallas en el Campeonato Mundial de Esgrima entre los años 2005 y 2019, y diez medallas en el Campeonato Europeo de Esgrima entre los años 2003 y 2019.

## Palmarés internacional
| Juegos Olímpicos   | Juegos Olímpicos        | Juegos Olímpicos  | Juegos Olímpicos    |
| Año                | Lugar                   | Medalla           | Prueba              |
| ------------------ | ----------------------- | ----------------- | ------------------- |
| 2016               | Río de Janeiro (Brasil) | Medalla de plata  | Florete por equipos |
| 2020               | Tokio (Japón)           | Medalla de oro    | Florete por equipos |
| Campeonato Mundial |                         |                   |                     |
| Año                | Lugar                   | Medalla           | Prueba              |
| 2005               | Leipzig (Alemania)      | Medalla de oro    | Florete por equipos |
| 2006               | Turín (Italia)          | Medalla de oro    | Florete por equipos |
| 2007               | San Petersburgo (Rusia) | Medalla de oro    | Florete por equipos |
| 2011               | Catania (Italia)        | Medalla de plata  | Florete por equipos |
| 2013               | Budapest (Hungría)      | Medalla de bronce | Florete por equipos |
| 2014               | Kazán (Rusia)           | Medalla de oro    | Florete por equipos |
| 2017               | Leipzig (Alemania)      | Medalla de bronce | Florete por equipos |
| 2019               | Budapest (Hungría)      | Medalla de plata  | Florete por equipos |
| Campeonato Europeo |                         |                   |                     |
| Año                | Lugar                   | Medalla           | Prueba              |
| 2003               | Bourges (Francia)       | Medalla de oro    | Florete por equipos |
| 2007               | Gante (Bélgica)         | Medalla de bronce | Florete individual  |
| 2011               | Sheffield (Reino Unido) | Medalla de plata  | Florete por equipos |
| 2012               | Legnano (Italia)        | Medalla de plata  | Florete por equipos |
| 2014               | Estrasburgo (Francia)   | Medalla de oro    | Florete por equipos |
| 2014               | Estrasburgo (Francia)   | Medalla de bronce | Florete individual  |
| 2015               | Montreux (Suiza)        | Medalla de oro    | Florete por equipos |
| 2016               | Toruń (Polonia)         | Medalla de plata  | Florete individual  |
| 2017               | Tiflis (Georgia)        | Medalla de oro    | Florete por equipos |
| 2019               | Düsseldorf (Alemania)   | Medalla de oro    | Florete por equipos |